# Jerry Seinfeld

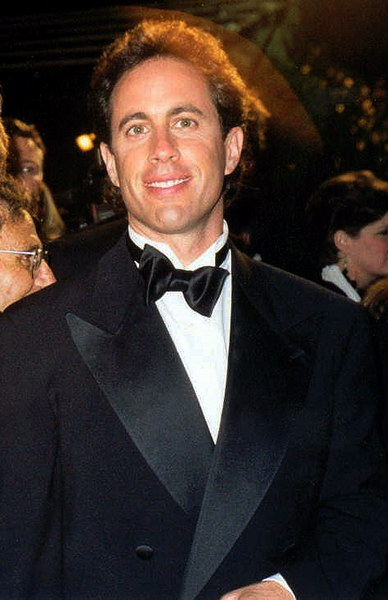
Seinfeld in 1997

Jerome Allen (Jerry) Seinfeld (Brooklyn, New York, 29 april 1954) is een Amerikaans acteur, schrijver en stand-upcomedian.  Zijn vader, Kálmán Seinfeld (1918–1985), was van Hongaars-Joodse afkomst en zijn moeder, Betty (meisjesnaam Hosni; 1917–2014), en haar ouders Selim and Salha Hosni, waren Sefardische Joden die in 1909 vanuit Aleppo, Syrië naar de Verenigde Staten emigreerden.
Direct na zijn opleiding aan het Queens College probeerde Seinfeld een open podium uit en pionierde daarmee als stand-upcomedian.
In mei 1981 trad hij een paar keer met succes op in Johnny Carsons Tonight Show. Hij werd al snel een graag geziene gast in verschillende vergelijkbare televisieprogramma's waaronder dat van David Letterman.

## Seinfeld
In 1989 legden Jerry Seinfeld en Larry David de basis voor wat bekend zou worden als een van de meest iconische televisieprogramma's: "The Seinfeld Chronicles" voor NBC. Niet lang daarna werd de titel van de show ingekort tot simpelweg "Seinfeld". Het programma oogstte grote successen en liep tot 1998. Centraal stonden de belevenissen van vier vrienden: Jerry, George, Elaine en Kramer. 
Seinfeld's entree in de wereld van stand-upcomedy begon in de Comic Strip Live in New York City, waar hij aanvankelijk als ober werkte. Zijn doorbraak kwam toen hij het podium opklom tijdens een open-mic avond. Als eerbetoon aan deze plek begint de televisieserie "Seinfeld" met Jerry die met zijn rug naar de camera staat, kijkend naar een muur - een directe verwijzing naar de beroemde muur van de Comic Strip Live.
Na het afsluiten van "Seinfeld", maakte Jerry Seinfeld een opmerkelijke verschijning in de serie "Curb Your Enthusiasm", gecreëerd door zijn oude partner Larry David. In specifieke afleveringen werd een reünie van de "Seinfeld"-cast geënsceneerd, waarvoor het originele decor van Jerry's appartement zorgvuldig werd gereconstrueerd.

## Familie
Jerry Seinfeld is de zoon van Kalman Seinfeld (1918–1985) en Betty Hosni (1915–2014). Zijn moeder was van Syrische komaf en haar ouders kwamen uit Aleppo. Seinfeld is gehuwd en heeft drie kinderen.

## Wetenswaardigheden
- Toen Frank Sinatra stierf werd de slotaflevering van de tv-serie Seinfeld uitgezonden. Daardoor was het stil op straat en had de ambulance vrij baan.[4]

## Filmografie
- Benson Televisieserie - Frankie (Afl., Fool's Gold, 1980|Citizen Kraus, 1980|Benson's Groupie, 1980)
- The Ratings Game (Televisiefilm, 1984) - Network rep
- One Night Stand Televisieserie - Charles zijn broer (Episode 10 februari 1990)
- Seinfeld Televisieserie - Jerry Seinfeld (175 afl., 1989-1998)
- Pros & Cons (1999) - Prison man #2
- Dilbert Televisieserie - Comp-U-Comp (Afl., The Return, 2000, stem)
- The Thing About My Folks (2005) - Rol onbekend
- Bee Movie (2007) - Barry B. Benson (Stem)
- Bee Movie Game (Computerspel, 2007) - Barry B. Benson (Stem)
- Comedians in Cars Getting Coffee (2012-heden) - Jerry Seinfeld

- Biblioteca Nacional de España: XX1705430
- Bibliothèque nationale de France: cb140340427 (data)
- CiNii: DA08883766
- Gemeinsame Normdatei: 121099326
- International Standard Name Identifier: 0000 0001 1080 3286
- Library of Congress Control Number: n93058300
- MusicBrainz: 27cd1225-3fa2-4ec6-bba9-ef5c1f09cbcc
- Nationale Bibliotheek van Tsjechië: zmp20241226588
- Nationale Bibliotheek van Israël: 987007267986105171
- Nationale Bibliotheek van Polen: a0000002709528
- Nederlandse Thesaurus van Auteursnamen: 12590097X
- LIBRIS: 382931
- SNAC: w61k3xsm
- Système universitaire de documentation: 089828275
- Trove: 867994
- Virtual International Authority File: 105138266
- WorldCat: E39PBJhMfP9PDF3X3gbD9WJCcP